# 잘자라 우리아가

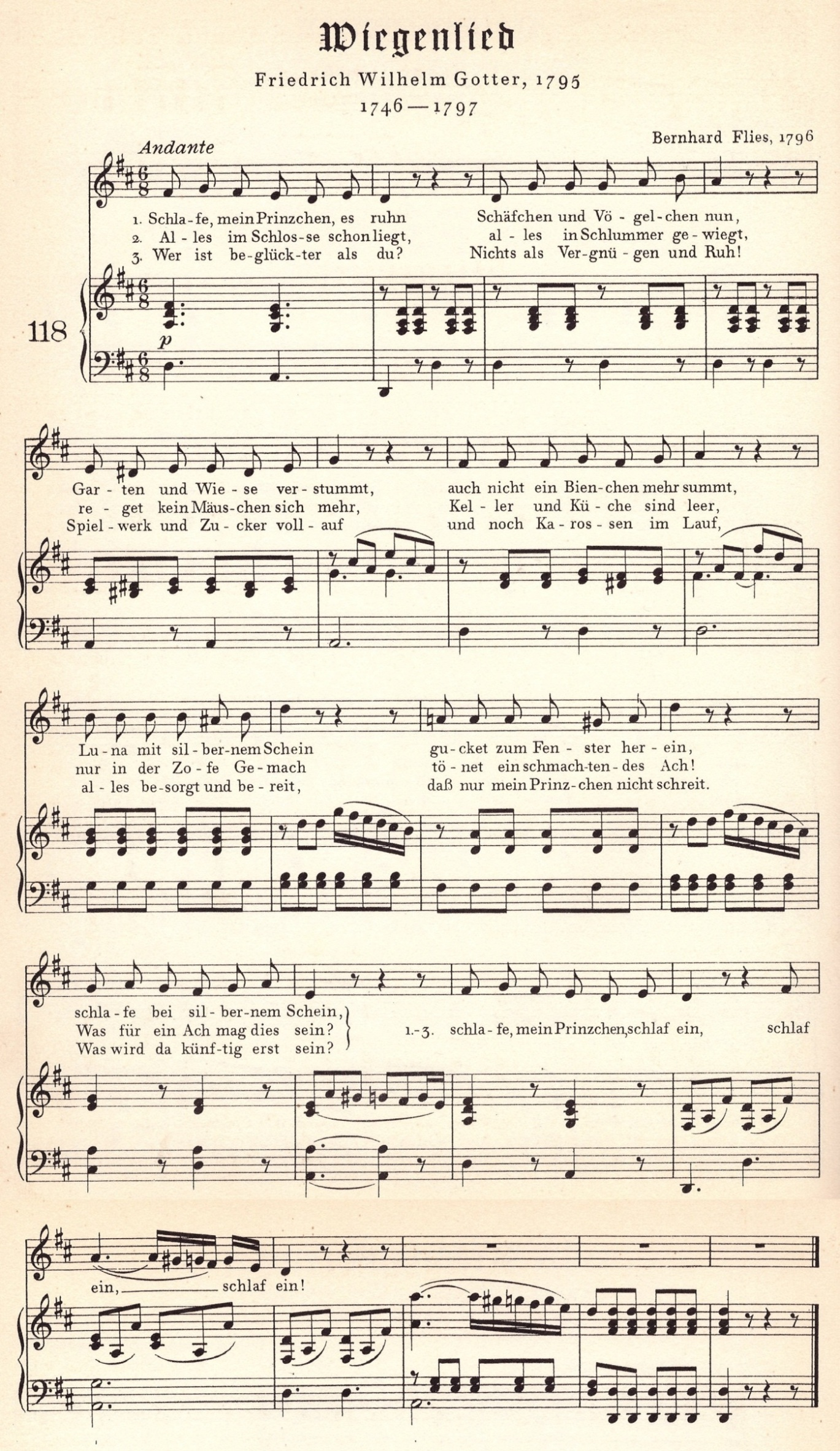

한국에서는 잘자라 우리아가로 잘알려진 이 노래는 독일어 원제목은 'Schlafe, mein Prinzchen, schlaf' ein' 로  영어로는 'Sleep, my little prince, fall asleep'로 번역되고 있다. 모짜르트 쾨헬 목록 KV350으로도 잘알려진 이 곡은 훗날 베르나르드 플리스(Bernhard Flies)가 작곡한 클래식 자장가로 저자가 고터(Friedrich Wilhelm Gotter)의 시를 참고한 것으로 확인된바 있다.
한편 우리나라에서는 김성태 작곡가에 의해 '자장가'(Ja Jang Ga)로 변곡되어 예전부터 널리 불리던 정감어린 노래이다.
원곡 및 원곡의 가사는 퍼블릭도메인으로 우리나라를 포함해 여러나라와 여러 음악가들에 의해서 애창되고 편곡된바있다.

## 같이 보기
- 동요